# 大草城 (尾張国知多郡)
大草城（おおくさじょう）は、尾張国知多郡大草（現在の愛知県知多市大草）にあった日本の城（未完）。

## 概要
知多半島の伊勢湾側の北部にある平城。佐治氏の本拠・大野城とは矢田川を挟んで北に位置する。
城址は現在整備されて「大草公園」となり、本丸に模擬天守風の展望台が作られている。

## 沿革
天正2年(1574年)、この地を有していた佐治信方が長島一向一揆で戦死し、跡継ぎの佐治一成が幼少だったためか、織田信長の弟織田長益（有楽斎）が知多郡を与えられ、大野城を与えた。大野城は水利が悪いため大草の地に築城を開始したが、本能寺の変の影響で再び荒廃してしまったとも言われる。
小牧・長久手の戦い後、長益が摂津国に移封されたため完成を待たずして廃城となった。
本丸、二の丸、三の丸を配し、本丸、二の丸の周囲を堀（水堀も）と土塁で囲った梯郭式縄張が良好な状態で残り現在も見ることができる。
江戸時代に入ると、尾張藩は大草城跡を知多郡の防御上重要な地として、家老の山澄淡路守英龍に大草の地（5,000石）を与え城址近くに居を構えて城址の保全をさせ、歴代の山澄氏によって保存された。
現在でも城跡の周辺に東屋敷や西屋敷などの大字が残る。
1970年代から城址全体を公園として整備され、1979年（昭和54年）には展望台が設置された。

## 遺構

### 主な遺構
- 水堀、空堀
- 曲輪、土塁
- 櫓台跡

### その他建造物・関連資料
- 模擬天守（二層櫓） - 城型展望台。
- 大草城縄張図 - 案内板に描かれた平面図。「大草城址の由来」の解説あり。

### 備考
平山城である大野城の主郭からは大草城の全景が展望できる。

## ギャラリー

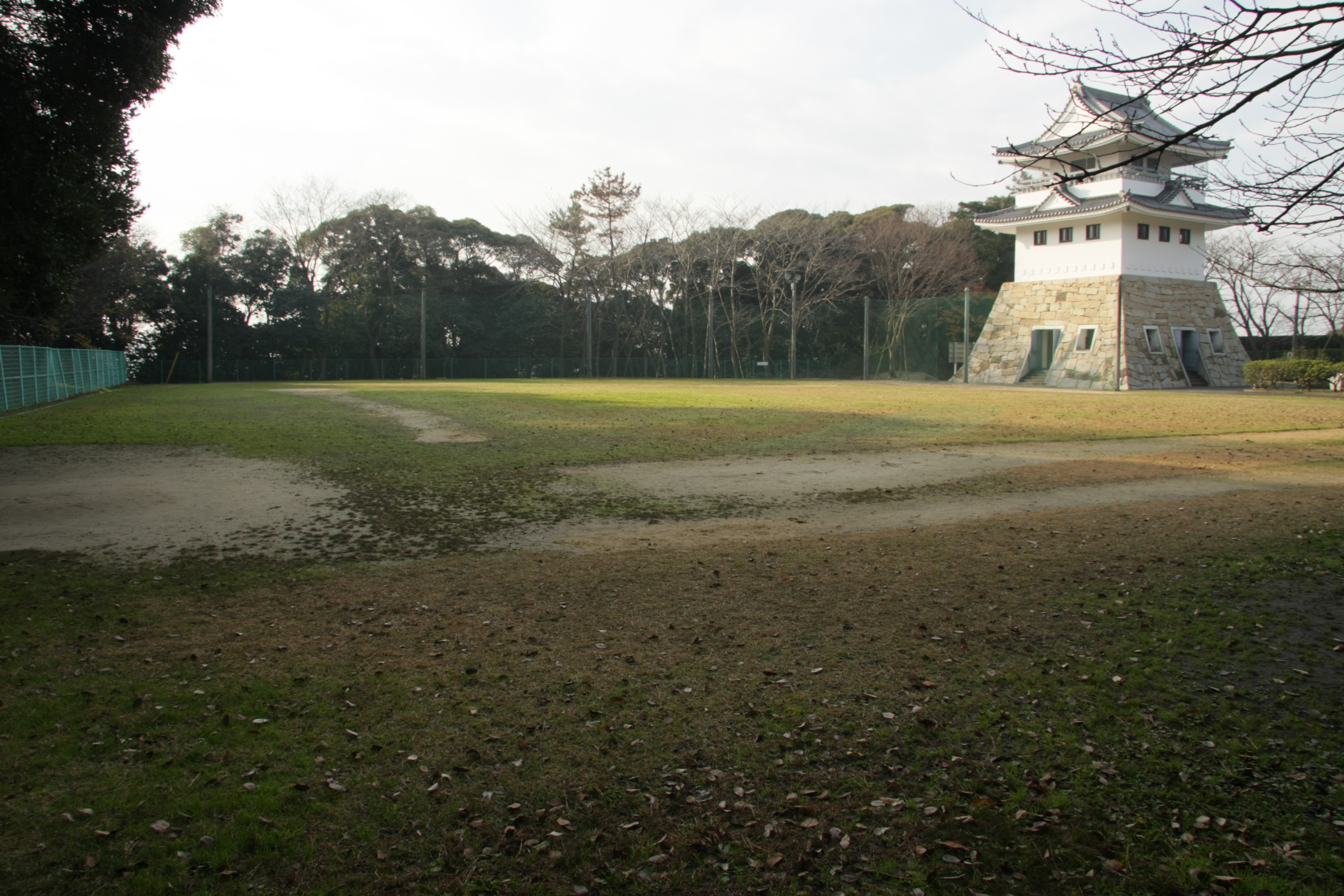
本丸
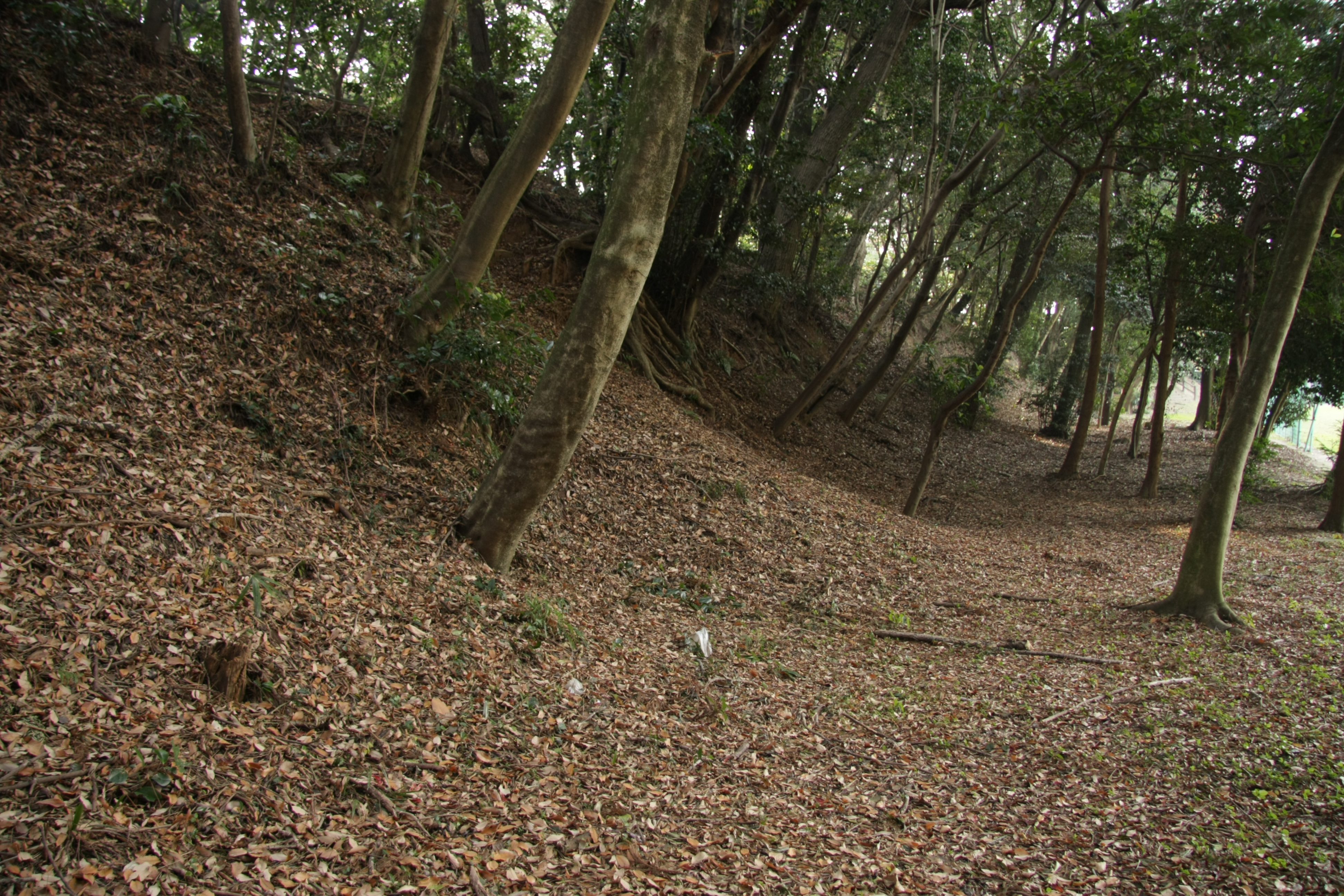
本丸土塁
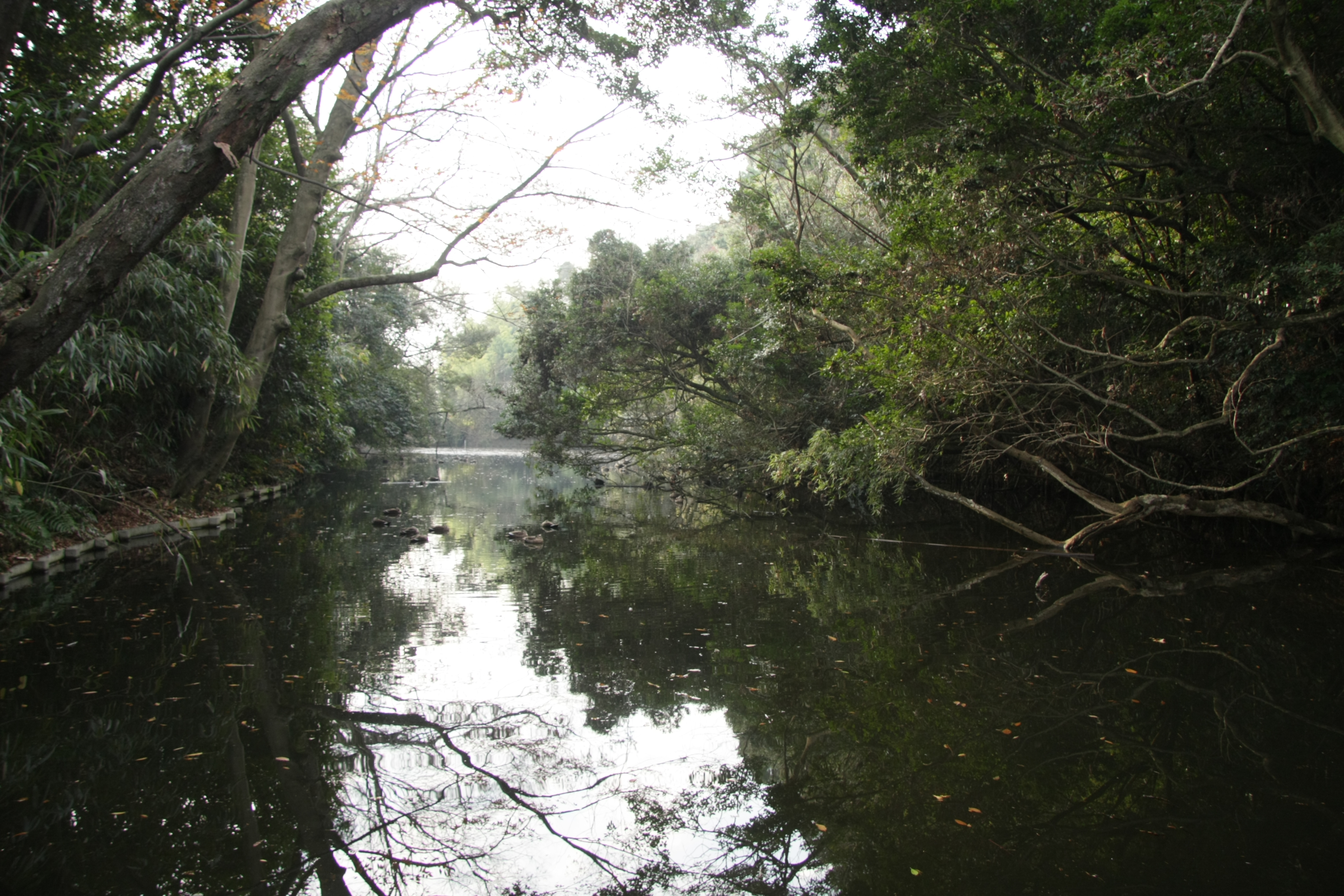
水堀

## 交通アクセス
- 名鉄常滑線 新舞子駅下車、南に徒歩で約10分。
  - 大草公園駐車場